# Gregor Weber (Schauspieler)

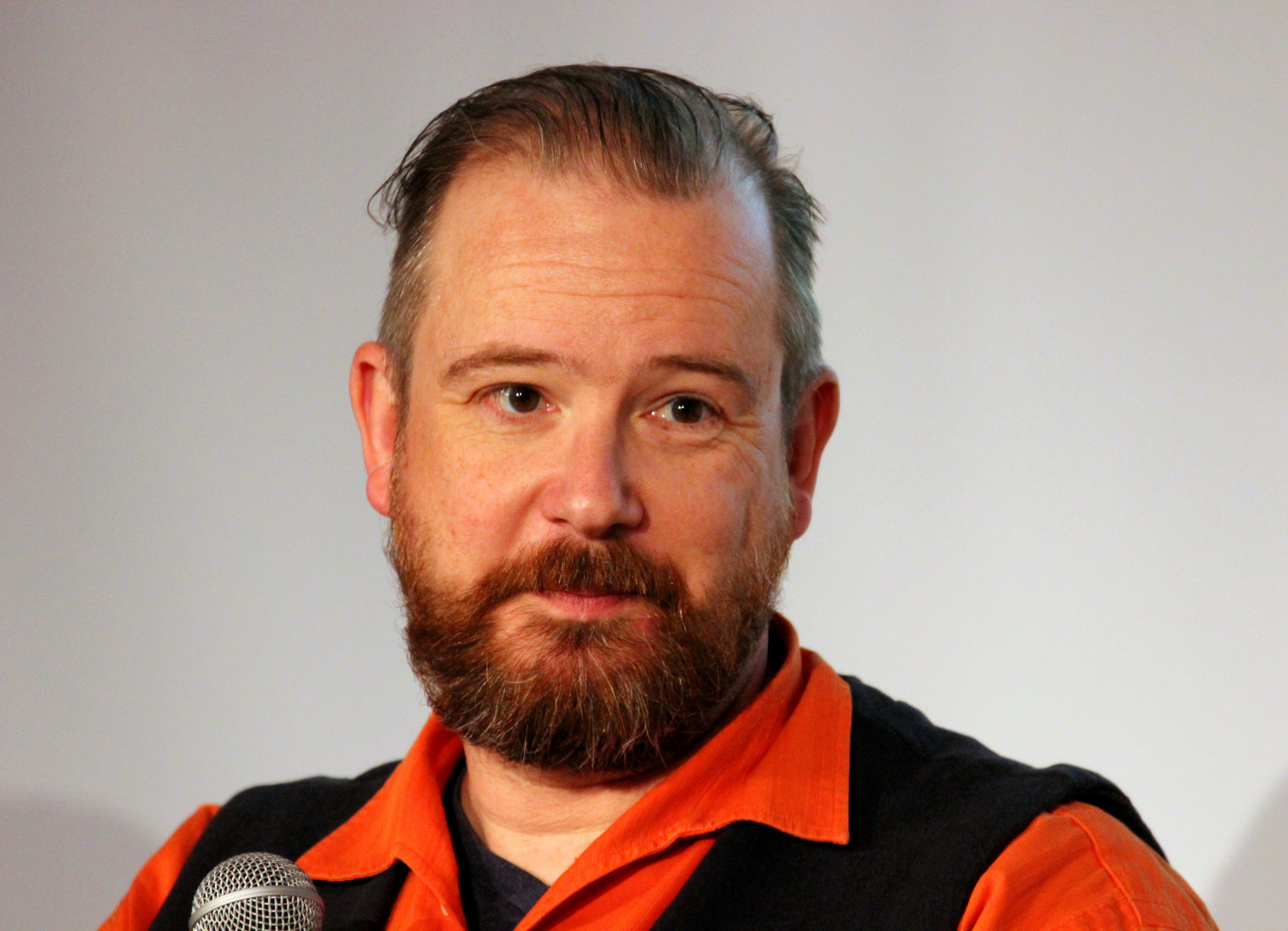
Gregor Weber auf der Frankfurter Buchmesse 2016

Gregor Weber (* 28. August 1968 in Saarbrücken) ist ein deutscher Autor, Soldat und früherer Schauspieler. Bekanntheit erlangte er vor allem als Tatort-Kommissar Deininger sowie als Sohn Stefan in der Familiensitcom Familie Heinz Becker.

## Leben
Gregor Weber studierte an der Schauspielschule in Frankfurt am Main, nachdem er im Theater an der Universität des Saarlandes zu Saarbrücken zum ersten Mal auf der Bühne gestanden hatte.
Bekannt wurde er als Stefan Becker in der Fernsehserie Familie Heinz Becker. 1999 zog er nach Berlin.
Ab 2001 spielte er im saarländischen Tatort Kriminaloberkommissar Stefan Deininger, den Assistenten von Kriminalhauptkommissar Max Palu, gespielt von Jochen Senf. Von 2006 an bildete er zusammen mit Maximilian Brückner (in der Rolle des Franz Kappl) das Ermittler-Gespann. Nach Abschluss der Dreharbeiten zur siebten Folge mit diesem Duo (Ausstrahlung im Januar 2012) wurden dessen Verträge nicht mehr verlängert.
Daneben war Weber in einigen Fernsehproduktionen wie Stauffenberg zu sehen. Am 22. Februar 2009 erhielt der 14-minütige Kurzfilm Spielzeugland des Regisseurs Jochen Alexander Freydank, in dem Weber die Rolle des SS-Mannes Werner spielt, den Oscar für den besten Kurzspielfilm. Seit 2016 ist Weber nicht mehr als Schauspieler in Erscheinung getreten.
Neben seiner Tätigkeit als Schauspieler absolvierte er mit Unterstützung seines Freundes Florian Löffler, damals Küchenchef im Sterne-Restaurant VAU in Berlin, das Kolja Kleeberg betreibt, ein zweijähriges Praktikum als Koch von 2004 bis 2006. 2006 bestand er die IHK-Prüfung als Koch. Seine Erfahrungen während der Praktikumstätigkeit als Koch und während der Arbeit als Koch in verschiedenen Restaurantküchen hat er im Herbst 2009 in dem Buch Kochen ist Krieg! Am Herd mit deutschen Profiköchen veröffentlicht. Weber ist zudem als Autor tätig; 2011 erschien im Knaus Verlag sein erster Krimi Feindberührung mit dem Ermittler Kurt Grewe. Im Juli 2013 kam der zweite Kriminalroman dieser Reihe heraus unter dem Titel Keine Vergebung. Weber arbeitet auch als Vorleser und liest seit 2017 u. a. die Bücher von Tom Hillenbrand (Kieffer-Reihe).
Weber war lange Reservist bei der Bundeswehr. 2013 nahm er für dreieinhalb Monate als Feldwebel der Reserve am Einsatz der Bundeswehr in Afghanistan teil, bei dem er Journalisten betreute und Texte für Bundeswehrmedien schrieb. Seit 2018 ist Weber Soldat auf Zeit bei der Bundeswehr, seit 28. März 2024 im Rang eines Hauptmanns.

## Privates
Weber ist mit der Drehbuchautorin, Dramaturgin und Autorin Tanja Weber verheiratet und hat zwei Kinder. Nach einer zehnjährigen Phase in der Wahlheimat Berlin lebt er seit Sommer 2009 in Gauting. Die Schauspielerin Marianne Riedel-Weber, die in der ersten Staffel von Familie Heinz Becker die Mutter Hilde spielte, war seine Tante.

## Filmografie
- 1992–1998: Familie Heinz Becker (Fernsehserie)
- 1995: Schwarz greift ein (Fernsehserie)
- 1997: Küstenwache (Pilotfilm)
- 1997–1999: Küstenwache (Fernsehserie, 23 Episoden)
- 1998: Spuk aus der Gruft (Fernsehserie)
- 1999: Die Sternbergs – Ärzte, Brüder, Leidenschaften (Fernsehserie)
- 2000: Monsignor Renard (Fernsehserie)
- 2004: Stauffenberg
- 2005: Der Bergdoktor (Fernsehserie)
- 2005: Schloss Einstein (Fernsehserie)
- 2007: Spielzeugland (Kurzfilm)
- 2012: Und weg bist du (Fernsehfilm)
- 2016: Zorn – Wie sie töten (Fernsehfilm)

als Kriminaloberkommissar Stefan Deininger mit Max Palu (Jochen Senf) in Tatort-Folgen
- 2001: Du hast keine Chance
- 2001: Zielscheibe
- 2002: Alibi für Amelie
- 2002: Reise ins Nichts
- 2003: Veras Waffen
- 2004: Teufel im Leib
- 2005: Rache-Engel

als Kriminalhauptkommissar Stefan Deininger neben Franz Kappl (Maximilian Brückner) in Tatort-Folgen
- 2006: Aus der Traum
- 2007: Der Tote vom Straßenrand
- 2008: Das schwarze Grab
- 2009: Bittere Trauben
- 2010: Hilflos
- 2011: Heimatfront
- 2012: Verschleppt

### WeitereTatort-Folgen
- 2013: Allmächtig

## Bücher
- Kochen ist Krieg! Am Herd mit deutschen Profiköchen. Sachbuch, Piper, München 2009, ISBN 978-3-492-05293-1
- Feindberührung. Kriminalroman, Knaus, München 2011, ISBN 978-3-8135-0410-1
- Keine Vergebung. Kriminalroman, Knaus, München 2013, ISBN 978-3-8135-0413-2
- Krieg ist nur vorne Scheiße, hinten geht’s!: Ein Selbstversuch, Droemer, München 2014, ISBN 978-3-426-27610-5
- Stadt der verschwundenen Köche. Roman, Knaus, München 2015, ISBN 978-3-8135-0605-1.
- Coming Home, in: Marcel Bohnert & Björn Schreiber, Die unsichtbaren Veteranen. Kriegsheimkehrer in der deutschen Gesellschaft. Miles-Verlag, Berlin 2016, ISBN 978-3-945861-27-1
- Asphaltseele. Thriller, Heyne, München 2016, ISBN 978-3-453-27020-6

## Auszeichnungen
- 2019: Einsatzmedaille der Bundeswehr COUNTER DAESH/CAPACITY BUILDING IRAQ in Bronze
- 2017: Crime Cologne Award für Asphaltseele
- 2013: Einsatzmedaille der Bundeswehr ISAF in Bronze
- 2013: NATO-Medaille ISAF